# Jeux de maux
Jeux de maux  (titre original : How Far Can You Go?) est un roman de l'écrivain britannique David Lodge, publié en 1980.
Le roman suit de février 1952 à octobre 1978 (élection de Jean-Paul II) plusieurs personnages qui ont en commun d’être, au départ, des étudiants catholiques de l'université de Londres, à travers les étapes caractéristiques d’une vie (diplôme, mariage, etc.), mais aussi à travers les étapes qui marquent l'évolution de l'Église catholique romaine à cette époque (concile Vatican II, encyclique Humanae Vitae.), notamment en ce qui concerne la question de la morale sexuelle et de la contraception.
Ce roman correspond en partie à l'expérience de David Lodge, étudiant catholique à l'université de Londres de 1952 à 1955 pendant ses années de licence (BA).

## Le cadre et les personnages
Il s'agit de 9 étudiants en cours de première année (ils passeront leur licence en 1954 pour la plupart), qui sont membres d’un groupe d’étude du Nouveau Testament dirigé par Austin Brierley, un prêtre encore jeune. Par la suite d'autres personnages interviennent, en particulier les époux venus de l'extérieur.
- Miles (histoire), anglican converti, homosexuel, devient professeur à l'université de Cambridge
- Edouard (médecine) épouse Tessa (infirmière) et devient médecin de ville
- Michael (anglais) épouse Miriam (musique) et devient professeur de collège éducatif (formant des professeurs) catholique
- Adrian Walsh (économie) fait son service militaire à Chypre et à Suez, devient cadre à la mairie de Derby et épouse Dorothy
- Dennis	(chimie) fait son service militaire, devient cadre de l'électronique et épouse Angela
- Angela	(français) épouse Dennis et devient femme au foyer
- Ruth (botanique) devient nonne
- Polly (anglais) devient journaliste et, après plusieurs aventures, épouse Jeremy Elton (producteur de télévision)
- Violet Casey (lettres classiques), dépressive chronique, épouse Robin Meadowes, un de ses professeurs

## Résumé
1. Comment c'était
Jeudi 14 février 1952 (saint Valentin). 
Le groupe des étudiants catholiques assiste à une messe matinale mensuelle. L’auteur les présente et explique quelles sont leurs pensées au cours de cette cérémonie (léger ennui, malaise lié au jeûne, voire pour certains rêveries érotiques ou amoureuses). Il explique aussi quelle conception religieuse est la leur : elle est marquée par le souci du salut éternel, que David Lodge présente de façon amusante comme une variante du jeu anglais Snakes and Ladders.
Après la messe, ils vont prendre leur petit déjeuner dans une cafétéria Lyon’s. Durant le trajet, Dennis demande à Angela si elle veut l’épouser. Puis Violet a sa première crise dépressive. 
Dans la soirée, ils vont à la Saint-Valentin des étudiants catholiques, où Polly et Adrian font un sketch se moquant de celle (très érotisée) des autres étudiants. Mais le sketch a lui-même un contenu apparemment érotique et Austin Brierley qui arrive à ce moment l’interrompt brutalement ; il s’agissait en fait d’une bonne mise en scène de théâtre et tout le monde est confus après cette intervention, qui met fin tristement à la soirée.
2. Comment ils perdirent leur virginité
Les années 1952-1959.
Cette partie concerne la suite de leurs études, leur diplôme de licence en 1954, le service militaire de certains, les premiers emplois, et surtout leurs mariages, à des dates diverses, pour la plupart leur première expérience sexuelle, plus ou moins réussie. Seule Polly, partie comme jeune fille au pair en Italie, perd sa virginité hors mariage, devenant ensuite un peu « dévergondée ». D’autre part, Ruth devient nonne tandis que Miles, qui est homosexuel, se voue à une carrière universitaire prometteuse. La plupart des membres du groupe se réunissent à l’occasion du mariage le plus tardif, celui de Dennis et d’Angela, en 1958. À cette occasion, ils évoquent la mort de Pie XII et les rumeurs de changements que devrait amener le nouveau pontificat.
Un événement historique important est évoqué : l'insurrection de Budapest en 1956. A Hyde Park, un orateur fait appel aux volontaires « sachant se servir d'un fusil ». Dennis est tenté, mais renonce. Plus tard il apprend que les quelques volontaires ont été bloqués à la frontière autrichienne.
3. Comment les choses commencèrent à changer
Les années 1960-1966.
Cette période est marquée, pour les couples mariés, par de nombreuses naissances, dont beaucoup par suite d’échecs de la méthode contraceptive autorisée par l’Église catholique. Edouard, qui est médecin dans les Midlands, est confronté de façon directe à cet échec chez certains de ses patients et il est particulièrement atteint par le doute. Le concile Vatican 2 apporte des changements ; certaines personnalités catholiques le désapprouvent. Austin Brierley, mal à l'aise dans sa paroisse, suit un cours d'exégèse biblique, mais, à son retour, ses paroissiens n'acceptent pas les nouveautés dans ce domaine. Ruth fait ses vœux définitifs et devient professeur de biologie dans un lycée catholique. Vers 1965, son ordre reçoit l'ordre de se mettre à jour (vêtements, etc.). Polly devient conseillère du cœur dans un magazine pour jeunes. 
Miriam (une convertie) est la première à prendre la pilule, alors que l'Église n'a pas encore choisi de changer sa doctrine.
Cette partie se termine au moment de la catastrophe d'Aberfan, au Pays de Galles (21 octobre 1966) ; le même jour, a lieu le baptême du quatrième enfant de Dennis et Angela, une fille étonnamment sage. Edouard se rend compte qu'elle a le syndrome de Down, une anomalie génétique grave. 
4. Comment ils perdirent la peur de l'enfer
Les années 1968-1969
Cette période voit la publication de l'encyclique Humanae Vitae sur la contraception (juillet 1968). Adrian se lance dans la lutte contre la hiérarchie avec l'association Catholiques pour une Église ouverte (CEO) et rallie la plupart de ses anciens condisciples. Le CEO soutient certains prêtres notamment Austin Brierley, suspendu de ses fonctions. Un meeting du CEO a lieu en 1969, occasion de retrouvailles entre plusieurs des anciens étudiants. Dennis et Angela ont perdu leur troisième enfant en 1968, renversée par une voiture. La pilule est désormais utilisée par tous les couples, qui se considèrent cependant toujours catholiques. En discutant, ils se rendent compte qu'à un moment donné, ils ont cessé de croire à l'Enfer, un élément essentiel de leur vie spirituelle dans les années 1950.
5. Comment ils partirent dans tous les sens
Années 1969-1973
Ruth part pour un voyage d'enquête sur les communautés de nonnes aux États-Unis. Elle s'implique dans les mouvements de l'époque (manifestations...). Michael et Miriam participent à des messes selon une liturgie d'avant-garde et à domicile, réunissent des amis pour des agapê. Dans leur couple, ils se livrent à de studieuses recherches en matière d'érotisme. Dennis évolue vers l'incroyance et devient un peu cynique vis-à-vis des idées de gauche de ses amis. Miles et Violet, chacun de son côté, ont des problèmes psychologiques accentués.
6. Comment ils se comportèrent face à l'amour et à la mort
Années 1973-1975
Michael est atteint d'une affection qui pourrait être cancéreuse ; elle se révèle finalement bénigne. Le père d'Angela tombe malade ; son frère, prêtre, demande sa laïcisation. Miles entré temporairement dans un monastère finit pas accepter son homosexualité ; en même temps, il reste le plus conservateur en tant que catholique. Ruth, qui a largement dépassé la durée autorisée de son voyage, reste aux États-Unis à son compte ; elle côtoie le mouvement charismatique d'abord avec réticence, puis elle finit par y retrouver la foi. Violet devient un moment Témoin de Jéhovah. 
Dennis confronté à l'amour de sa secrétaire, Lynn, a une liaison avec elle, quittant le domicile pendant trois semaines ; mais il ne peut pas rompre avec Angela. Austin Brierley intervient pour rétablir la situation, entrant en relation amicale avec Lynn, qui deviendra un mariage.
L'année 1975 est une "année sainte". Le CEO prépare un festival pascal. Michael et Miriam passent un week-end chez Polly et Jeremy ; il est convenu que Jeremy fera une émission sur le festival.  
7. Comment c'est (années 1975-1978)
Le chapitre commence comme le découpage de l'émission de télévision réalisée par Jeremy.
La diffusion de cette émission a des effets plutôt inhibants sur le devenir du CEO. Le destin des personnages de 1975 à 1978 est ensuite évoqué rapidement et David Lodge intervient personnellement de façon assez abrupte  : Michael est placé en retraite anticipée, Polly et Jeremy se séparent, etc., « Ruth est directrice de son école dans le nord de l'Angleterre. J'enseigne la littérature anglaise dans une université récente et j'écris des romans durant mes loisirs, lentement, poussé par l'histoire. ». 
Il termine en parlant de la mort de Paul VI, de l'élection et de la mort de Jean-Paul 1er, de l'élection de Jean-Paul II, se demandant ce que va devenir l'Église catholique sous un pape hors de l'ordinaire, mais conservateur sur le plan théologique. « Qu'adviendra-t-il ? Les paris sont ouverts, le futur est incertain, mais il sera intéressant à voir. Lecteur, bon voyage ! »

## Analyse

### La narration
On a en général affaire à un narrateur extérieur, parfois objectif, le plus souvent adoptant le point de vue de tel ou tel personnage. 
David Lodge utilise cependant ici un procédé inhabituel chez lui, l’intervention expresse de l’auteur. Dans la première partie, on rencontre cet énoncé : « Back in the pews there is … a girl  you have not yet been introduced to, … Let her be called Violet, no, Veronica, no Violet … ». Ce cas assez rare de choix du nom d’un personnage « en présence » du lecteur est d’ailleurs analysé par David Lodge lui-même dans L'Art de la fiction. Un peu plus tard, parlant de la méthode des températures, il écrit (en gros) : « J’ai parlé de cela dans un autre livre (La Chute du British Museum), que les lecteurs catholiques trouvaient amusant, mais que les non catholiques trouvaient triste. Curieusement, ce livre n’a été traduit qu’en tchèque, et j’ai reçu une lettre d'un lecteur de Prague me remerciant, ce qui m'a beaucoup touché. ». Et, un peu plus loin, après avoir parlé de la naissance d'un enfant handicapé : « Ce n'est pas un roman amusant, je vous l'avais dit. ».
Cette pratique établit un rapprochement avec certains romans du XVIIIe siècle, notamment Vie et opinions de Tristram Shandy de Laurence Sterne. Le fait d'intituler les chapitres « Comment ... » est aussi une allusion à ce type d'ouvrages.

### Les thèmes

#### Thèmes majeurs
Le catholicisme et la sexualité

## Éditions
- Anglaises
  - Édition originale : Secker and Warburg, Londres, 1980
  - Éditions de poche : Penguin Books, 1991 [ (ISBN 0-14-005746-3)] ; Vintage, 2011 [ (ISBN 978-0-099-55416-5)]
  - Édition américaine : Souls and Bodies
- Françaises (traduction de Michel Courtois-Fourcy)
  - Rivages, coll. « Littérature étrangère », 1993 [ (ISBN 2-86930-692-X)]
  - Rivages, coll. « Rivages poche »